# Wojna miast w Niemczech
Wojna miast – konflikt pomiędzy Związkiem Miast Szwabskich a książętami bawarskimi w latach 1387–1389.
Powodem wybuchu konfliktu było porozumienie pomiędzy Związkiem Miast Szwabskich a arcybiskupstwem salzburskim w 1387 skierowane przeciwko książętom bawarskim. Książę Fryderyk Bawarski w odpowiedzi na to uwięził arcybiskupa Salzburga, żądając w zamian za jego uwolnienie zerwania podpisanej umowy ze Związkiem Szwabskim. 
8 stycznia 1388 król Wacław IV Luksemburski wypowiedział Bawarii wojnę, co było konsekwencją działań Związku Szwabskiego, który już 15 grudnia 1387 wystąpił przeciwko Bawarii. Próba zapobieżenia wojnie podjęta przez hrabiego Palatynatu Ruprechta, który wystąpił do sądu w Neumarkt in der Oberpfalz, zakończyła się 15 marca 1388 zawarciem porozumienia odpowiadającego po części żądaniom Związku Miast. 
Problem arcybiskupstwa Salzburga postanowiono omówić 12 kwietnia 1388 w Heidelbergu, po wizycie samego biskupa w sądzie. Pomimo faktu, że miasta szwabskie zaakceptowały warunki umowy, rycerstwo bawarskie nadal podejmowało wrogie kroki militarne przeciwko miastom Szwabii.
W tych warunkach obie strony spotkały się w Heidelbergu w celu zawarcie ostatecznego porozumienia. Związek miast reprezentowała delegacja złożona głównie z najbardziej poszkodowanych miast m.in. Norymbergi. Jednak ostatecznemu podpisaniu układu zapobiegł przedwczesny wyjazd delegacji szwabskiej z Heidelbergu. Jej członkowie początkowo żądali spełnienia postanowień z Neumarkt in der Oberpfalz, jednak z innymi punktami umowy wystąpił hrabia Palatynatu Ruprecht. Delegaci nie znający wcześniej postanowień nowej umowy odrzucili ostatecznie ten dokument. 
Wyjazd delegacji szwabskiej spotkał się z gniewną reakcją szlachty, która (w tym Ruprecht) opowiedziała się po stronie książąt bawarskich w konflikcie z miastami szwabskimi, co groziło wybuchem wojny we Frankonii. Co prawda Rada Norymbergi próbowała uregulować konflikt na drodze dyplomatycznej, wkrótce jednak sama zarządziła mobilizację sił i werbunek żołnierzy. Najazdowi sił szwabskich na granicę z Frankonią zapobiegł król francuski Karol VI, który ostrzegł mieszkańców Strasburga i innych miast należących do jego strefy wpływów, przed wystąpieniem przeciwko książętom bawarskim oraz swojemu szwagrowi Stefanowi III. 
Podczas działań militarnych na ziemiach Frankonii Rada Norymbergi podjęła się ponownej próby rozwiązania konfliktu. Doszło do rozmów pokojowych, które zakończyły się w 5 maja 1389 podpisaniem pokoju w mieście Eger. Traktat był porażką dla Związku Miast Szwabskich, któremu odmówiono wypłaty odszkodowań. Zminimalizowano także wpływ Związku na politykę całej Rzeszy. 